# Filosofía del proceso
La filosofía del proceso, también ontología del devenir, procesismo o filosofía del organismo, identifica la realidad metafísica con el cambio. En oposición al modelo clásico de cambio como ilusorio (como argumenta Parménides) o accidental (como argumenta Aristóteles), la filosofía del proceso considera el cambio como la piedra angular de la realidad, la piedra angular de ser considerada como un devenir.

## Postulado
Desde la época de Platón y Aristóteles, algunos filósofos han postulado la verdadera realidad como "atemporal", basada en sustancias permanentes, mientras que los procesos son negados o subordinados a sustancias intemporales. Si Sócrates cambia y enferma, Sócrates sigue siendo el mismo (la sustancia de Sócrates es la misma), y el cambio (su enfermedad) solo se desliza sobre su sustancia: el cambio es accidental, mientras que la sustancia es esencial. Por lo tanto, la ontología clásica niega que cambie la realidad completa, concibiéndose el cambio como accidental y no esencial. Esta ontología clásica es lo que hizo posible el conocimiento y una teoría del conocimiento, ya que se pensaba que la ciencia de algo en el devenir era una hazaña imposible de lograr.
Los filósofos que apelan al proceso más que a la sustancia incluyen a Heráclito, Karl Marx, Friedrich Nietzsche, Gilbert Simondon, Henri Bergson, Martin Heidegger, Charles Sanders Peirce, William James, Alfred North Whitehead, Thomas Nail, Alfred Korzybski, R. G. Collingwood, Alan Watts, Robert M. Pirsig, Roberto Mangabeira Unger, Charles Hartshorne, Arran Gare, Nicholas Rescher, Colin Wilson, Jacques Derrida, Tim Ingold, Bruno Latour, Georg Wilhelm Friedrich Hegel y Gilles Deleuze. En física, Ilya Prigogine distingue entre la "física del ser" y la "física del devenir". La filosofía de proceso cubre no solo las intuiciones y experiencias científicas, sino que puede usarse como un puente conceptual para facilitar las discusiones entre religión, filosofía y ciencia.
La filosofía del proceso se clasifica a veces como más cercana a la filosofía continental que a la filosofía analítica, porque generalmente solo se enseña en los departamentos continentales. Sin embargo, otras fuentes afirman que la filosofía del proceso debe colocarse en algún lugar intermedio entre los polos de los métodos analíticos versus los métodos continentales de la filosofía contemporánea.